# Дарлинг (Мисисипи)
Дарлинг (енгл. Darling) насељено је место без административног статуса у америчкој савезној држави Мисисипи.

## Демографија
По попису из 2010. године број становника је 226.
| Група             | 2000.    | 2010.       |
| Белци             | 0 (0,0%) | 32 (14,2%)  |
| Афроамериканци    | 0 (0,0%) | 189 (83,6%) |
| Азијати           | 0 (0,0%) | 0 (0,0%)    |
| Хиспаноамериканци | 0 (0,0%) | 5 (2,2%)    |
| Укупно            | 0        | 226         |